# Artimpaza curtelineata
Artimpaza curtelineata là một loài bọ cánh cứng trong họ Cerambycidae.